# Брейдингер, Тони
Тони Брейдингер (англ. Toni Breidinger; род. 14 июля 1999, Сан-Франциско, Калифорния) — американская гонщица на серийных автомобилях. Участвует в гонках ARCA Menards Series и NASCAR Camping World Truck Series серии Young's Motorsports, соответственно, за рулём No.2 Chevrolet и No.82 Chevrolet Silverado.

## Карьера
Начала участвовать в гонках на картинге в возрасте девяти лет вместе со своей сестрой-близнецом Энни в 2009 году на гоночной трассе Sonoma Raceway. Также занималась автомоделированием. Их отец купил сёстрам картинг после того, как они начали ходить в местный клуб и гонялись там в основном в своё удовольствие. Позднее семья приобрела и второй автомобиль, дабы у каждой из дочерей был личный.
Самая успешная женщина в истории автоклуба США (USAC) с 19 победами.
В феврале 2021 года вошла в историю как первая женщина-водитель арабского происхождения, принявшая участие в гонках серии NASCAR в Дайтоне.

## W Series
В 2019 году пробовала участвовать в W Series, новой гоночной серии, состоящей исключительно из женщин-гонщиков со всего мира. Впервые объявила о своём намерении стать претендентом на сериал в декабре 2018 года (вместе с Натали Декер, её товарищем по команде 2018 года). Брейдингер вошла в число 50 финалистов, хотя в конечном итоге её исключили из основного числа участников.

## Личная жизнь
Брейдингер и её семья живут в Хиллсборо, Калифорния. Тони имеет ливанское происхождение по материнской линии.